# Sulamericano
Il Sulamericano è una competizione continentale di football americano, per squadre nazionali, organizzata dalla IFAF Americas.

## Albo d'oro
| Anno          | Ospitante |          | Finale    | Finale   | Finale   |           | Finale terzo e quarto posto | Finale terzo e quarto posto | Finale terzo e quarto posto |
| Anno          | Ospitante | Vincente | Risultato | 2º posto | 3º posto | Risultato | 4º posto                    |                             |                             |
| 2023 Dettagli | Brasile   | Brasile  | [ 1 ]     | Colombia | Cile     |           | [ 2 ]                       |                             |                             |

### Partecipazioni e prestazioni nelle fasi finali
Segue una lista delle squadre che hanno partecipato al Sulamericano.
Legenda
| -: non partecipante. nª: classificata nella posizione n. V: campione. |

| Nazionale | 2023 | Partecip. | Vittorie | Secondi posti | Terzi posti |
| --------- | ---- | --------- | -------- | ------------- | ----------- |
| Brasile   | V    | 1         | 1        | -             | -           |
|           |      |           |          |               |             |
| Colombia  | 2ª   | 1         | -        | 1             | -           |
| Cile      | 3ª   | 1         | -        | -             | 1           |